# Quy hoạch môi trường
Quy hoạch môi trường là quá trình tạo cơ sở cho việc ra quyết định để thực hiện phát triển đất đai cùng với việc xem xét các yếu tố quản trị về môi trường, xã hội, chính trị, kinh tế và tự nhiên, đồng thời cung cấp một khuôn khổ toàn diện để đạt được những kết quả bền vững.

## Các yếu tố
Quy hoạch môi trường là mối quan tâm của chính bản thân môi trường trong quá trình ra quyết định, nơi mà họ yêu cầu cho mối quan hệ quản lý giữa con người và tự nhiên. Quy hoạch môi trường nỗ lực trong việc quản lý các quá trình một cách có hiệu quả, có trật tự, minh bạch và công bằng cho lợi ích của tất cả các thành viên trong các hệ thống cho hiện tại và tương lai. Ngày nay, quy hoạch môi trường là kết quả của sự kế thừa tinh túy và mở rộng cho quá trình ra quyết định. Một số yếu tố chính cho quy hoạch môi trường hiện nay là:
- Phát triển kinh tế - xã hội.
- Phát triển đô thị.
- Phát triển địa phương.
- Quản lý tài nguyên và sử dụng đất.
- Cơ sở hạ tầng.
- Thống nhất quản lý.

Các đánh giá quy hoạch môi trường bao gồm sử dụng đất, kinh tế - xã hội, vận chuyển, kinh tế, đặc điểm nhà ở, ô nhiễm không khí – tiếng ồn, đất ẩm, môi trường của các loài đang bị đe dọa, khu vực lũ lụt, vùng ven xói mòn, nghiên cứu tầm nhìn và được coi như là một cách đánh giá môi trường tích hợp. Nó là khả năng để phân tích các vấn đề môi trường sẽ tạo điều kiện cho việc ra quyết định quan trọng.

## Bắc Mỹ
Ở Mỹ, cho mỗi dự dán, người lập quy hoạch môi trường thỏa thuận với đầy đủ các quy định về môi trường từ liên bang đến cấp tiểu bang và thành phố, quản lý liên bang của Cơ quan Bảo vệ Môi trường. Một quy trình nghiêm ngặt về môi trường phải được thực hiện để kiểm tra tác động và có thể giảm thiểu bất kỳ dự án xây dựng. Tùy thuộc vào quy mô và tác động của dự án, một đánh giá môi trường rộng lớn được biết đến như một tác động môi trường (EIS), và phiên bản ít rộng là đánh giá môi trường (EA). Thủ tục làm theo hướng dẫn của Đạo luật chính sách quốc gia về môi trường (NEPA), Nhà nước Luật kiểm định chất lượng môi trường (SEQRA) và/hoặc thành phố kiểm định chất lượng môi trường (CEQR), và các cơ quan liên bang hay tiểu bang khác có liên quan công bố quy định.
Hiệp hội các Chuyên gia về môi trường (AEP) là một tổ chức phi lợi nhuận của các chuyên gia liên ngành bao gồm cả khoa học môi trường, quản lý tài nguyên, quy hoạch môi trường và các ngành nghề khác góp phần vào lĩnh vực này. AEP là tổ chức đầu tiên của loại hình này ở Mỹ, và ảnh hưởng của nó và mô hình đã tạo ra vô số các tổ chức khu vực khác trên khắp nước Mỹ. Nhiệm vụ của nó là để cải thiện các kỹ năng kỹ thuật của các thành viên, và tổ chức này là dành riêng cho "việc tăng cường, bảo trì và bảo vệ môi trường thiên nhiên và con người". Từ khi thành lập vào giữa năm 1970 tổ chức có liên quan chặt chẽ với việc duy trì của Đạo Luật Chất lượng Môi trường California (CEQA), do California là một trong những quốc gia đầu tiên áp dụng một khuôn khổ pháp lý toàn diện để quản lý việc đánh giá môi trường chính sách công và đánh giá dự án.

## Châu Á
Ở Philippines, Đạo luật Cộng hòa 10.587 chi phối việc thực hành quy hoạch môi trường. Luật đưa ra quy hoạch môi trường như là "một nghệ thuật đa ngành và khoa học phân tích, xác định, làm rõ, hài hoà, quản lý và điều tiết việc sử dụng và phát triển tài nguyên đất và nước, trong mối quan hệ quanh mình, cho sự phát triển của cộng đồng bền vững và các hệ sinh thái. ". Nó đôi khi được gọi là quy hoạch đô thị và khu vực, quy hoạch thành phố, quy hoạch thành phố và quốc gia, và/hoặc các khu định cư của con người lên kế hoạch.
Một người lập kế hoạch môi trường là một người được đăng ký và được cấp phép để thực hiện kế hoạch môi trường và những người nắm giữ chứng chỉ hợp lệ đăng ký và một thẻ xác nhận chuyên nghiệp có giá trị từ Ủy ban Quy hoạch Môi trường và Ủy ban Quy chế chuyên nghiệp của nước Cộng hòa Philippines. Để trở thành một kế hoạch được cấp phép, người ta phải chứng minh rằng anh / cô ấy có ít nhất 2 năm kinh nghiệm lập kế hoạch hoặc bằng thạc sĩ trong một lĩnh vực có liên quan nghiên cứu ngoài bằng cử nhân về Kỹ thuật, Kiến trúc, Kinh tế, Khoa học xã hội khác có liên quan. Lĩnh vực năng lực cho các nhà quy hoạch là:
- Quy hoạch cơ sở hạ tầng.
- Quy hoạch xã hội.
- Quy hoạch kinh tế.
- Quy hoạch luật – hành chính.
- Quy hoạch nghiên cứu đặc biệt.

Hiện nay,để được cấp phép cho người lập kế hoạch quy hoạch môi trường thì người Cử nhân Khoa Học về Quy hoạch môi trường phải có ít nhất 5 năm kinh nghiệm. Theo văn bản này, các chương trình giảng dạy cho Quy hoạch Môi trường BS đang được xem xét bởi Hội đồng Quy hoạch Môi trường và Ủy ban Giáo dục Đại học (CHED).
Các tổ chức được công nhận duy nhất cho các nhà quy hoạch môi trường ở Philippines là Viện Các nhà quy hoạch môi trường Philinpines(PIEP).Phạm vi thực hiện - CỘNG HÒA ACT NO. 10.587 Thực hành quy hoạch môi trường, trong ý nghĩa và mục đích của Đạo luật này thì nắm lấy như sau:
1. Cung cấp các dịch vụ chuyên nghiệp trong các hình thức tư vấn kỹ thuật, làm tư vấn kỹ thuật, chuẩn bị kế hoạch, xây dựng năng lực giám sát và đánh giá thực hiện liên quan đến những điều sau đây:
  - Phát triển quốc gia, khu vực hoặc địa phương và/hoặc khuôn khổ vật lý và kế hoạch sử dụng đất toàn diện.
  - Phân vùng và liên quan, pháp lệnh, mã số và phát hành hợp pháp khác cho việc phát triển và quản lý, bảo quản, bảo tồn, phục hồi chức năng, quy định và kiểm soát môi trường, bao gồm cả đất, nước, không khí và tài nguyên thiên nhiên.
  - Lập kế hoạch và phát triển của một barangay, đô thị, thành phố, tỉnh, vùng, hoặc bất kỳ phần nào hoặc sự kết hợp; và
  - Phát triển một trang web cho một nhu cầu cụ thể hoặc mục đích đặc biệt, chẳng hạn như khu kinh tế, sinh thái; khu vực phát triển du lịch; nhà ở và các dự án phát triển bất động khác, bao gồm cả việc tạo ra bất kỳ sự sắp xếp không gian khác của các tòa nhà, các tiện ích, giao thông vận tải và thông tin liên lạc.
2. Liên quan đến bất kỳ hoạt động nêu trong khoản (1) trên đây, chuẩn bị các nghiên cứu sau:
  - Tiền khả thi, khả thi và mối quan tâm khác có liên quan.
  - Đánh giá môi trường.
  - Hệ thống thể chế, hành chính và pháp lý.
3. Chương trình giảng dạy và phát triển đề cương môn trong các kỳ thi cấp giấy phép cho các nhà quy hoạch môi trường và giảng dạy tại các cơ sở học tập và tiến hành các khóa học đánh giá trong quy hoạch môi trường.
4. Phục vụ như là chuyên gia làm chứng, nguồn lực, giảng viên, bồi thẩm hoặc trọng tài viên trong các buổi điều trần, các cuộc thi, triển lãm và các diễn đàn công cộng khác; tiến hành các buổi điều trần, các cuộc thi, triển lãm và các diễn đàn công cộng khác.
5. Đảm bảo tuân thủ pháp luật về môi trường bao gồm cả việc mua lại giấy phép theo quy định.  Các quy định Hội đồng chuyên nghiệp, được sự chấp thuận của Ủy ban Quy chế chuyên nghiệp, có thể thêm vào hoặc loại trừ các từ, phần này bất kỳ hoạt động hoặc hoạt động hành nghề, hoặc sửa đổi nó khi cần thiết để phù hợp với những thay đổi và phát triển mới mang lại bởi sự xu hướng mới nhất trong quy hoạch môi trường.
6. Thực hiện các hành vi khác hoặc thực hiện các hoạt động khác có thể được xác định bởi Hội đồng, phải được chấp thuận bởi Ủy ban Quy Chế chuyên nghiệp trong sáng của các xu hướng của việc thực hành nghề.

## Australia

### Bối cảnh
Bảng 1.0 mô tả sự thay đổi trọng tâm trong kế hoạch hơn 300 năm qua tại Úc, kế hoạch này đã phát triển từ sự tập trung tiện nghi và sử dụng tài nguyên một cách tiếp cận tích hợp trong đó tán thành việc quản lý các hệ thống tự nhiên đối với sự tồn lâu dài liên tục của cả hai hệ sinh thái con người và thiên nhiên.
Bảng 1.0: Kế hoạch thay đổi tập trung:
| Lợi ích công                      | Phương pháp | Tài nguyên và bảo vệ môi trường | Các hành vi bảo vệ môi trường và EIA                                                                     | Quản lý tổng hợp tài nguyên thiên nhiên                | Sử dụng đất hợp, Môi trường và Kế hoạch tài nguyên thiên nhiên và quản lý                                                             |
| --------------------------------- | --- | --- | --- | ------------------------------------------------------ | --- |
| Cuối 1770                         | | Năm 1960 - 1980 | Năm 1970 - 1980                                                                                          | Năm 1980 - 1990                                        | Năm 1990 |
| Y tế, phổ biến pháp luật          | Phương pháp phát triển (thực dụng)                                                                                 | Giảm tác động môi trường trong phát triển nguồn | Luật bảo vệ môi trường cụ thể và các cơ quan                                                             | Luật tài nguyên thiên nhiên hợp nhất và cơ quan        | Hội nhập của quốc gia, Nhà nước, khu vực và địa phương về kế hoạch / chính sách / vai trò                                             |
| Sự ô nhiễm                        | Quyền cá nhân | | Kiểm soát ô nhiễm                                                                                        | ICM và tập trung tăng cường chăm sóc đát trong khu vực | Lập kế hoạch / chính sách toàn diện và chiến lược kết hợp quản lý tài nguyên thiên nhiên, quy hoạch sử dụng đất và quản lý môi trường |
| Công viên và khu bảo tồn, bảo tồn | | | EIA | Tăng quyền hạn của pháp luật EP (hình phạt)            | Quy hoạch tổng hợp khu vực |
|                                   | | | Chính sách bảo vệ môi trường                                                                             | Kết hợp với quy hoạch                                  | Hoạch định chiến lược quốc gia và nhà nước                                                                                            |
|                                   | Sử dụng trong khu vực phát triển kinh tế quy hoạch đất đai và các nguồn lực tích hợp nhưng ưu tiên môi trường thấp | | Môi trường xác định rõ ràng                                                                              | Phản ứng rộng hơn để pháp luật bảo vệ môi trường       | Tăng trách nhiệm của chính quyền địa phương trong việc lập kế hoạch và quản lý môi trường                                             |
|                                   | | Luật tài nguyên sửa đổi, luật mới (Lợi ích vẫn đặt lên hàng đầu | Một số tài liệu tham khảo để có kế hoạch (vẫn hạn chế / tập trung cụ thể) giá trị ESD EMS BMP môi trường | Ưu tiên môi trường đã đề cập                           | Khu vực quy hoạch sinh học ? ->2000+                                                                                                  |
| Giải quyết                        | Phát triển | Phản hồi tới áp lực môi trường và công cộng: hội nhập | |                                                        | |
|                                   | | Tăng công thức / sự tham gia, điều ước quốc tế pháp luật quốc gia, các chính sách, biện pháp, chiến lược ESD; quốc gia, Nhà nước, vai trò của địa phương làm rõ, giá trị môi trường được công nhận xã hội, văn hóa, di sản và giá trị vốn có được công nhận | |                                                        | |

Khuôn khổ pháp lý
Liên quan đến bảo vệ môi trường, kế hoạch và các cơ quan quản lý và pháp luật ở mức độ các bang, các quốc gia và vùng lãnh thổ được thể hiện trong bảng dưới đây. Chính sách quy hoạch môi trường ở mỗi tiểu bang.
| Thẩm quyền                   | Pháp lý                                                             | Cơ quan quản lý                              |
| ---------------------------- | ------------------------------------------------------------------- | -------------------------------------------- |
| Commonwealth                 | Bảo vệ môi trường và bảo tồn đa dạng sinh học                       | Bộ Môi trường, Nước, Di sản và Nghệ thuật    |
| South Australia              | Đạo luật phát triển 1993                                            | Bộ Kế hoạch và Chính quyền địa phương        |
|                              | Các quy định phát triển 2008                                        | Bộ Môi trường và Di sản                      |
|                              | Bộ Môi trường & Tài nguyên Thiên nhiên                              | Cơ quan bảo vệ môi trường                    |
| New South Wales              | Luật quy hoạch môi trường và đánh giá 1979                          | Bộ Quy hoạch NSW                             |
|                              | Quy định quy hoạch môi trường và đánh giá 2000                      | Bộ Vấn đề đô thị và Quy hoạch                |
|                              | Luật quy hoạch môi trường và đánh giá sửa đổi 2008                  |                                              |
| Victoria                     | Luật môi trường và kế hoạch 1987                                    | Bộ Xây dựng                                  |
|                              | Quy định môi trường và kế hoạch 2005                                | Bộ Quy hoạch và Phát triển cộng đồng         |
|                              | Quy định môi trường và kế hoạch (phí) 2000                          | Cơ quan bảo vệ môi trường                    |
|                              | Dự thảo tạo điều kiện thuận lợi cho những dự án GTVT chính.         | Bộ Giao thông vận tải                        |
|                              | Luật giao thông vận tải kết hợp                                     | Bộ Giao thông vận tải                        |
| Queensland                   | Luật quy hoạch tổng hợp 1997                                        | Bộ Xây dựng và Quy hoạch                     |
|                              | Quy định quy hạch tổng hợp 1998                                     | Bộ Môi trường và Bảo tồn di sản              |
|                              | Luật quy hoạch bền vững 2009                                        |                                              |
| Tasmania                     | Sự phê chuẩn luật quy hoạch sử dụng đất 1993                        | Bộ Công nghiệp, Công viên, Nước & Môi trường |
|                              | Các chính sách và dự án liên bang 1993                              |                                              |
|                              | Luật Ủy ban quy hoạch phát triển tài nguyên 1997                    |                                              |
| Western Australia            | Luật quy hoạch và phát triển 2005                                   | Bộ Môi trường và Bảo tồn                     |
|                              | Luật quy hoạch và phát triển (quy định hậu quả và chuyển tiếp) 2005 | Bộ Quy hoạch và Xây dựng                     |
|                              | Luật sửa đổi bổ sung thuế khu vực thủ đô 2005                       |                                              |
| Australian Capital Territory | Luật quy hoạch và phát triển 2007                                   | Cơ quan quy hoạch đất                        |

Bối cảnh
Sự hợp nhất các vấn đề môi trường trong quy hoạch sử dụng đất ở Úc bắt đầu sau khi Hội nghị Liên Hợp Quốc về Môi trường Con người ở Stockholm, Thụy Điển vào năm 1972. Một trong những nguyên tắc chính phát triển trong tài liệu tham khảo để lập quy hoạch và hoạt động của con người là:
Nguyên tắc 13 Để đạt được sự quản lý hợp lý hơn cho các nguồn lực và để cải thiện môi trường, các nước nên áp dụng một cách tiếp cận tích hợp và phối hợp lập kế hoạch phát triển của họ để bảo đảm sự phát triển đó là phù hợp với nhu cầu bảo vệ và cải thiện môi trường vì lợi ích dân số của họ.UNEP
Trước cuộc họp này Quốc hội Hoa Kỳ thông qua Đạo luật Chính sách môi trường quốc gia, tạo ra một quá trình theo đó các cơ quan chính phủ được yêu cầu phải công khai minh bạch và chứng minh những tác động môi trường của các dự án phát triển của họ bằng cách chuẩn bị một Hồ sơ Tác Động Môi trường (EIS). Cấu trúc EIS đã được phát triển thêm bởi Burchell và Listokin (1975), và phương pháp này đã thông báo sự phát triển của quy định tác động môi trường trên toàn thế giới (Beer 1977), và dẫn đến sự phát triển của đạo luật trong một số tiểu bang của Úc.
Các quá trình quy hoạch môi trường gần đây
Nam Xứ Wales Mới
Tại NSW nỗ lực đầu tiên để kết hợp đánh giá và bảo vệ môi trường thành luật quy hoạch bắt đầu vào năm 1974 với việc bổ nhiệm một Ủy ban Kế hoạch và Môi trường để xem xét lại hệ thống sử dụng đất chủ yếu đô thị hiện hữu. Sau khi sự chậm trễ khác nhau Act 1979, Quy hoạch môi trường và đánh giá (EP & A Act) có hiệu lực vào ngày 1 tháng 9 năm 1980. Đạo luật EP & A kết hợp một hệ thống mệt mỏi ba của Nhà nước, khu vực và cấp độ địa phương có ý nghĩa, và yêu cầu các cơ quan kiểm soát liên quan để xem xét các tác động đến môi trường (cả tự nhiên và xây dựng) và cộng đồng các đề xuất phát triển hoặc sử dụng đất thay đổi. Trong Act EP & A nhất phát triển đòi hỏi một bản Tuyên bố về tác động môi trường (SEE) hoặc Đánh giá tác động môi trường (REF) chi tiết các tác động đến cả hai môi trường tự nhiên và con người, cần được xem xét bởi các cơ quan quản lý. dự án quan trọng đòi hỏi phải có đánh giá tác động môi trường kỹ lưỡng hơn với công chúng giám sát lớn hơn tương ứng.
Song song với sự phát triển này là việc thành lập một hệ thống pháp lý song song, Tòa án Đất Đai và Môi trường, phân xử tranh chấp. Đạo luật EP & A đã được sửa đổi theo thời gian,mang lại cho chính quyền, hoạt động thông qua Bộ trưởng, quyền hạn lớn hơn để xác định chính của sự phát triển, các dự án đặc biệt lớn của 'Tầm quan trọng của Nhà nước, mà còn để kết hợp các luật môi trường cụ thể, chẳng hạn như Đạo Luật Bảo Tồn Loài Bị Đe Dọa năm 1995 (Park 2010).

#### Victoria
Luật Tác động Môi trường 1978 là sự kiểm soát quy hoạch môi trường đầu tiên tại tiểu bang Victoria, và nó đánh giá tác động môi trường của sự phát triển đáng kể thông qua một Tuyên bố Tác Động Môi trường (EES). Tuy nhiên nghĩa vụ để trình bày một bản EES vẫn phần nào không rõ ràng và cuối cùng theo ý kiến của Bộ trưởng Bộ Kế hoạch (Eccles và Bryant 2007). Luật quy hoạch và Môi trường năm 1987 đã tạo ra một quá trình mà toàn tiểu bang cùng nhau lập kế hoạch, Quy Định Kế Hoạch Victoria (VPP) có trong các mục tiêu trên toàn tiểu bang
"bảo vệ tài nguyên thiên nhiên và nhân tạo và duy trì các quá trình sinh thái và tính đa dạng di truyền "(Đạo luật PAE 1987, s4 (1))
Để đạt được những mục tiêu này, VPP bao gồm một số các khung chính sách tổng thể, bao gồm cả việc xác định các giá trị môi trường quan trọng và tài sản, chẳng hạn như 'bảo vệ lưu vực, đường thủy và nước ngầm "," khu vực ven biển' và 'bảo tồn động thực vật bản địa và động vật’. Dưới mức này, đồ án quy hoạch địa phương xác định đất sử dụng qua khu xác định, và cũng xác định đất bị ảnh hưởng bởi các tiêu chí khác, được gọi là 'lớp'. Lớp phủ bao gồm các thông số môi trường như "Ý nghĩa môi trường ',' Bảo vệ thực vật ',' Quản lý xói mòn" và "Quản lý cháy rừng ', mà còn các vấn đề xã hội như:"sự nổi bật của láng giềng". Dưới đây một lần nữa được quy định khác nhau về vấn đề cụ thể, chẳng hạn như các chi tiết liên quan đến quy định về khu vực của thảm thực vật bản địa DSE Victoria.
Cải cách đã xảy ra đối với vùng Victoria trong những năm gần đây nhằm cải thiện sử dụng đất và kết quả vận tải bao gồm việc xem xét các tác động môi trường. Đạo luật Giao thông vận tải kết hợp [5] xác định các cơ quan hoạch định chính là cơ quan giao diện yêu cầu phải có liên quan đến một tầm nhìn mới cho hệ thống giao thông vận tải và các mục tiêu và ra quyết định nguyên tắc, nếu quyết định có thể tác động đáng kể đến hệ thống giao thông của bang Victoria. Ngoài ra, các dự án lớn Dự thảo tạo điều kiện thuận lợi cho những dự án GTVT năm 2009 [6] thiết lập một kế hoạch để cải thiện việc phê duyệt và phân phối các dự án đường sắt, đường bộ và cảng chính.

#### Nam Úc
Quy hoạch ở Nam Úc được điều phối trong Đạo luật phát triển năm 1993. Theo luật này hầu hết các quy hoạch đô thị và sử dụng đất được đánh giá dựa trên kế hoạch của địa phương cho phép phát triển. Bộ trưởng phải tuyên bố một đề xuất phát triển hoặc 'hướng phát triển chính' hoặc 'dư án chính "cho nó để đi sâu hơn về đánh giá môi trường và tham vấn cộng đồng, thông qua Ủy ban Đánh Giá Phát triển độc lập của các chuyên gia. đề xuất phức tạp thường sẽ đòi hỏi một EIS sâu sắc. Quy hoạch SA.

#### Queensland
Luật quy hoạch tổng hợp 1997 [7] trao quyền kiểm soát kế hoạch nhất với chính quyền địa phương, nhưng yêu cầu của dự án có ý nghĩa 'được đánh giá bởi một Điều Phối Viên Liên Bang và thường yêu cầu một báo cáo tác động môi trường (EIS). [8]
Điều này đã được thay thế bởi Luật Quy Hoạch Bền Vững năm 2009 [9] có hiệu lực từ ngày 18 tháng 12 năm 2009. Luật này nhằm mục đích "cải thiện kết quả môi trường bền vững thông qua các quá trình sắp xếp hợp lý, và kết hợp toàn tiểu bang, khu vực và phân cấp quy hoạch địa phương, theo mô hình VPP Victoria. Điều phối chung vẫn được xác nhận các dự án có 'dự án quan trọng "mà sau đó yêu cầu giám định theo Đạo Luật Phát triển Bang và Các Tổ chức Công Cộng 1971 (Qld)[10].

## Sách tham khảo
- Beer A 1977 ‘Environmental Impact Analysis: A Review Article’ Town Planning Review 48(4):389
- Burchell RW and Listokin D 1975 The environmental impact handbook Center for Urban Policy Research, Rutgers, the State University, New Brunswick, N.J.
- Conacher A & Conacher J., Environment planning & management in Australia, Oxford University Press, 2000
- Eccles D & Bryant TL., 2007, Statutory planning in Victoria  Federation Press, Annandale
- Environmental planning for communities: a guide to the environmental visioning process utilizing a geographic information system (GIS), United States Environmental Protection Agency, Office of Research and Development, DIANE Publishing, Cincinnati, Ohio, 2000
- Park H 2010 ‘NSW Planning Framework: History of Reforms’ e-brief  pdf Lưu trữ ngày 20 tháng 1 năm 2022 tại Wayback Machine
- Petts, Judith, Handbook of environmental impact assessment, Volume 2, Blackwell Publishing, 1999